# Veleštír trnitý
Veleštír trnitý (Heterometrus spinifer) je velký asijský štír. Má černé až modročerné zbarvení. Dorůstá velikosti 100–125 mm. Do jisté míry se podobá druhu Pandinus imperator, ale má klepeta bez hrbolků a chloupků a zdánlivě křehčí stavbu těla. Chov je obdobný jako u Heterometrus cimrmani.
K chovu je třeba terárium pralesního typu o rozměrech 60×40×40 cm, jako pro všechny velké štíry z rodů Heterometrus a Pandinus. Heterometrus spinifer je silně společenský štír, stejně jako Pandinus imperator, i přes několik nabízených úkrytů se všichni štíři zdržují pod jedním. Heteromtrus spinifer není agresivní, ale stejně jako u Pandinus imperator mohou být nově chycení jedinci nervozní, štír v teráriu se zklidní. Prosím nespojujte aktivitu rodu Heterometrus s agresivitou. Mnoho druhů je aktivních a často se procházejí a loví v teráriu narodzdíl od již zmíněného P. imperator. Bodnutí není nebezpečné, ale může být vzhledem k velikosti telsonu bolestivější než u Pandinus imperator. Pohlavní rozdíl spočívá ve tvaru pohlavní destičky na břišní straně štíra, kdy u samce má destička tvar kosočtverce a u samice tvar trojúhelníku. Tento pohlavní znak je typický pro rody Pandinus i Heterometrus. Příbuzný druh Heterometrus cimrmani, který byl považován za Heterometrus spinifer se odlišuje pohlavní rozdílností ve velikosti klepet. Počet mláďat je 10–20 (U H. cimrmani 10–25). Heterometrus spinifer je vhodný pro chov.